# Theodor Wulf
Theodor Wulf (28 de juliol de 1868, Hamm, Alemanya - † 19 de juny de 1946) fou un jesuïta i físic alemany, un dels primers experimentadors a detectar la presència dels raigs còsmics en la radiació atmosfèrica.

## Biografia
S'ordenà sacerdot jesuïta amb vint anys, abans d'estudiar física amb Walther Nernst a la Universitat de Göttingen, esdevenint professor d'aquesta matèria a la universitat jesuïta de Valkenburg del 1904 al 1914 i del 1918 al 1935. Va dissenyar i construir un electròmetre que podia detectar la presència de partícules energètiques (o ones electromagnètiques). Va detectar també fonts de radiació natural a la Terra amb el seu electròmetre, pronosticant que si s'allunyava prou d'aquestes fonts detectaria menys radiació.
Per provar la seva hipòtesi, el 1910 comparà la radiació a la part inferior i a la part superior de la Torre Eiffel, i trobà que la ionització va caure de 6 a 3,5 ions per cm³ quan va ascendir a la Torre Eiffel (330m). Si la ionització es degués als raigs i originats a la superfície de la Terra, la intensitat de ions hauria d'haver-se reduït només a la meitat als 80m d'alçada. L'energia dels raigs detectada pel seu dispositiu provenia de fora de l'atmosfera: aquesta radiació eren els raigs còsmics. Publicà un article a Physikalische Zeitschrift detallant-ne els resultats dels seus quatre dies d'observació a la Torre Eiffel.

## Publicacions
- Über den Einfluss des Druckes auf die elektromotorische Kraft der Gaselektroden. Physikalische Zeitschrift Chemie
- About the radiation of high penetration capacity contained in the atmosphere. Physikalische Zeitschrift
- Einstein's relativity theory, 1921.
- Text book of physics, 1926.
- Electrostatic attempts with application of the universal electroscope, 1928.
- The oscillatory movement, 1931.
- The Thread Electrometers, 1933.
- The Components of the Body World, 1935.